# 迅雷
迅雷 (Xunlei, Thunder) は、中国広東省深圳市のIT企業迅雷網路が開発したダウンロードマネージャ（ダウンロードソフト）である。ある種のP2P的な方式と通常のダウンロードの方式とを組み合わせて、様々なファイルのダウンロードサービスを提供する。P2P的な方式を採用するにより、いくぶん高速なダウンロードを実現する。
主なダウンロード対象は、動画共有サイトの「迅雷看看」の動画である。この「迅雷看看」には、日本のアニメや韓国のドラマをはじめとして多数の海賊版がアップロードされており、迅雷を使用することによりダウンロードできる。これら海賊版のほとんどの動画には、有志により作成された中国語字幕が表示されている。